# Lógica intuicionista
Lógica intuicionista, ou lógica construtivista, é o sistema de lógica simbólica desenvolvido por Arend Heyting para prover uma base formal para o  intuicionismo de Brouwer. O sistema preserva, também, a justificação, e não apenas a verdade, no processo que leva de hipóteses a proposições derivadas - se as hipóteses são verdadeiras e justificáveis então a conclusão também será verdadeira e justificável. De um ponto de vista prático, há, também, uma forte motivação para usar a lógica intuicionista, já que ela possui a propriedade existencial, tornando-a adequada para outras formas de construtivismo matemático.

## Sintaxe
A sintaxe das fórmulas da lógica intuicionista é similar à da lógica proposicional ou da lógica de primeira ordem.  No entanto, os conectivos intuicionistas não são interdefiníveis da mesma maneira que na lógica clássica - sendo assim, a escolha de conectivos básicos faz diferença. Na lógica proposicional intuicionista é usual utilizar {\displaystyle \,\rightarrow }, {\displaystyle \,\land }, {\displaystyle \,\lor }, {\displaystyle \,\bot } como conectivos básicos, tratando {\displaystyle \,\neg } como a abreviatura {\displaystyle \neg \alpha =(\alpha \rightarrow \bot )}. Na lógica intuicionista de primeira ordem, ambos os quantificadores {\displaystyle \,\exists }, {\displaystyle \,\forall } são necessários.
Muitas tautologias da lógica clássica não podem ser demonstradas pela lógica intuicionista. Alguns dos exemplos são a lei do terceiro excluído {\displaystyle \alpha \lor \neg \alpha }, também a lei de Peirce {\displaystyle ((\alpha \rightarrow \beta )\rightarrow \alpha )\rightarrow \alpha } e, até mesmo, a eliminação da dupla negação. Na lógica clássica ambos {\displaystyle \alpha \rightarrow \neg \neg \alpha } e {\displaystyle \neg \neg \alpha \rightarrow \alpha } são teoremas, mas na lógica intuicionista apenas a primeira é um teorema: a dupla negação pode ser introduzida, mas não pode ser eliminada.
A observação de que muitas tautologias válidas classicamente não são teoremas da lógica intuicionista leva à ideia de enfraquecimento na teoria de demonstrações da lógica clássica.

### Cálculo à la Hilbert
A lógica intuicionista pode ser definida utilizando o seguinte sistema dedutivo à la Hilbert.
Na lógica proposicional a regra de inferência é modus ponens
- MP: de {\displaystyle \,\phi } e {\displaystyle \phi \rightarrow \psi } deriva-se {\displaystyle \,\psi }

e os axiomas são
- ENTÃO-1: {\displaystyle \phi \rightarrow (\psi \rightarrow \phi )}
- ENTÃO-2: {\displaystyle (\phi \rightarrow (\psi \rightarrow \gamma ))\rightarrow ((\phi \rightarrow \psi )\rightarrow (\phi \rightarrow \gamma ))}
- E-1: {\displaystyle \phi \land \psi \rightarrow \phi }
- E-2: {\displaystyle \phi \land \psi \rightarrow \psi }
- E-3: {\displaystyle \phi \rightarrow (\psi \rightarrow (\phi \land \psi ))}
- OU-1: {\displaystyle \phi \rightarrow \phi \lor \psi }
- OU-2: {\displaystyle \psi \rightarrow \phi \lor \psi }
- OU-3: {\displaystyle (\phi \rightarrow \psi )\rightarrow ((\gamma \rightarrow \psi )\rightarrow (\phi \lor \gamma \rightarrow \psi ))}
- ABSURDO: {\displaystyle \bot \rightarrow \phi }

Para fazer disto um sistema de primeira ordem, adicionamos as regras de generalização
- GEN-∀: de {\displaystyle \phi \rightarrow \psi } deriva-se {\displaystyle \phi \rightarrow (\forall x\psi )}, se x não for variável livre em {\displaystyle \,\phi }
- GEN-∃: de {\displaystyle \phi \rightarrow \psi } deriva-se {\displaystyle (\exists x\phi )\rightarrow \psi }, se x não for variável livre em {\displaystyle \,\psi }

e os seguintes axiomas
- PRED-1: {\displaystyle (\forall x\phi (x))\rightarrow \phi (t)}, se t é um termo livre pra x em {\displaystyle \,\phi }, isto é, se as variáveis do termo t não se tornam quantificadas ao substituirmos x por t.
- PRED-2: {\displaystyle \phi (t)\rightarrow (\exists x\phi (x))}, com as mesmas restrições acima

#### Conectivos opcionais

##### Negação
Para incluir o conectivo {\displaystyle \,\neg } para negação, no lugar de utilizá-la como abreviatura para {\displaystyle \phi \rightarrow \bot }, é suficiente adicionar os axiomas
- NÃO-1′: {\displaystyle (\phi \rightarrow \bot )\rightarrow \neg \phi }
- NÃO-2′: {\displaystyle \neg \phi \rightarrow (\phi \rightarrow \bot )}

Há um grande número de alternativas para omitir o conectivo {\displaystyle \,\bot } (absurdo). Por exemplo, pode-se substituir os axiomas ABSURDO, NÃO-1′, e NÃO-2′ por
- NÃO-1: {\displaystyle (\phi \rightarrow \psi )\rightarrow ((\phi \rightarrow \neg \psi )\rightarrow \neg \phi )}
- NÃO-2: {\displaystyle \phi \rightarrow (\neg \phi \rightarrow \psi )}

alternativas para o NÃO-1 são {\displaystyle (\phi \rightarrow \neg \psi )\rightarrow (\psi \rightarrow \neg \phi )} ou {\displaystyle (\phi \rightarrow \neg \phi )\rightarrow \neg \phi }.

##### Equivalência
O conectivo {\displaystyle \,\leftrightarrow } (bi-implicação) para equivalência pode ser tratado como abreviatura, com {\displaystyle \phi \leftrightarrow \psi } significando {\displaystyle (\phi \rightarrow \psi )\land (\psi \rightarrow \phi )}. Como alternativa, pode-se adicionar os axiomas
- SSE-1: {\displaystyle (\phi \leftrightarrow \psi )\rightarrow (\phi \rightarrow \psi )}
- SSE-2: {\displaystyle (\phi \leftrightarrow \psi )\rightarrow (\psi \rightarrow \phi )}
- SSE-3: {\displaystyle (\phi \rightarrow \psi )\rightarrow ((\psi \rightarrow \phi )\rightarrow (\phi \leftrightarrow \psi ))}

SSE-1 e SSE-2 podem ser combinados, utilizando a conjunção, em um só axioma {\displaystyle (\phi \leftrightarrow \psi )\rightarrow ((\phi \rightarrow \psi )\land (\psi \rightarrow \phi ))}.

### Dedução Natural
Há um sistema de Dedução Natural que pode ser utilizado para tratar da lógica intuicionista, com a adição de uma regra, conhecida como regra do absurdo clássico, podemos utilizá-lo para a lógica clássica. Esse sistema é melhor explicado no artigo em Sistema intuitivo.

### Cálculo de seqüentes
Gentzen descobriu que uma pequena restrição no seu sistema LK (seu sistema de cálculo de seqüentes para a lógica clássica) resulta em um sistema correto e completo em relação à lógica intuicionista, e denominou esse sistema LJ.

### Relação com a lógica clássica
A lógica clássica pode ser obtida a partir da lógica intuicionista com a adição de um dos seguintes axiomas
- {\displaystyle \alpha \lor \neg \alpha } (Lei do terceiro excluído)
- {\displaystyle (\alpha \rightarrow \beta )\rightarrow ((\neg \alpha \rightarrow \beta )\rightarrow \beta )} (Outra formulação para a lei do terceiro excluído)
- {\displaystyle \neg \neg \alpha \rightarrow \alpha } (Eliminação da dupla negação)
- {\displaystyle ((\alpha \rightarrow \beta )\rightarrow \alpha )\rightarrow \alpha } (Lei de Peirce)

Outro relacionamento é dado pela tradução negativa de Gödel-Gentzen, que apresenta uma forma de traduzir sentenças da lógica clássica de primeira ordem para a lógica intuicionista: uma fórmula em primeira ordem pode ser demonstrada se e somente se sua tradução Gödel-Gentzen puder ser demonstrada intuicionisticamente. Por isso, a lógica intuicionista também pode ser vista como uma forma de estender a lógica clássica com uma semântica construtivista.
Tomemos g(A) como tradução negativa de Gödel-Gentzen da fórmula clássica A, assim as fórmulas clássicas são traduzidas da seguinte forma:
- {\displaystyle \,g(\alpha )} traduz-se como {\displaystyle \neg \neg \alpha }, se {\displaystyle \,\alpha } é um átomo ou predicado 0-ário.
- {\displaystyle g(\mathrm {A} \land \mathrm {B} )} traduz-se como {\displaystyle g(\mathrm {A} )\land g(\mathrm {B} )}.
- {\displaystyle g(\mathrm {A} \lor \mathrm {B} )} traduz-se como {\displaystyle \neg (\neg g(\mathrm {A} )\land \neg g(\mathrm {B} ))}.
- {\displaystyle g(\mathrm {A} \rightarrow \mathrm {B} )} traduz-se como {\displaystyle g(\mathrm {A} )\rightarrow g(\mathrm {B} )}.
- {\displaystyle g(\neg \mathrm {A} )} traduz-se como {\displaystyle \neg g(\mathrm {A} )}.
- {\displaystyle g(\forall xP(x))} traduz-se como {\displaystyle \forall xg(P(x))}.
- {\displaystyle g(\exists xP(x))} traduz-se como {\displaystyle \neg \forall x\neg g(P(x))}.

### Não-interdefinibilidade de operadores
Na lógica clássica proposicional, é possível tomar um dos conectivos: conjunção, disjunção, ou implicação como primitivo, e definir os outros dois a partir dele, em conjunto com a negação. De forma parecida, na lógica clássica de primeira ordem, pode-se definir um quantificador a partir do outro em conjunto com a negação.
Essas são consequências fundamentais da lei do terceiro excluído, que faz com que todos os conectivos sejam apenas funções booleanas. Essa lei não é preservada na lógica intuicionista, apenas a lei da não-contradição, e como resultado nenhum dos conectivos básicos podem ser dispensados e todos os axiomas são necessários, pois não há como definir um conectivo básico a partir de outro. Com isso, na maioria dos casos, apenas um dos lados das equivalências clássicas se mantêm. Os teoremas que valem intuicionisticamente são os seguintes:
Conjunção {\displaystyle \times } disjunção:
- {\displaystyle (\phi \wedge \psi )\to \neg (\neg \phi \vee \neg \psi )}
- {\displaystyle (\phi \vee \psi )\to \neg (\neg \phi \wedge \neg \psi )}
- {\displaystyle (\neg \phi \vee \neg \psi )\to \neg (\phi \wedge \psi )}
- {\displaystyle (\neg \phi \wedge \neg \psi )\leftrightarrow \neg (\phi \vee \psi )}

Conjunçao {\displaystyle \times } implicação
- {\displaystyle (\phi \wedge \psi )\to \neg (\phi \to \neg \psi )}
- {\displaystyle (\phi \to \psi )\to \neg (\phi \wedge \neg \psi )}
- {\displaystyle (\phi \wedge \neg \psi )\to \neg (\phi \to \psi )}
- {\displaystyle (\phi \to \neg \psi )\leftrightarrow \neg (\phi \wedge \psi )}

Disjunção {\displaystyle \times } implicação
- {\displaystyle (\phi \vee \psi )\to (\neg \phi \to \psi )}
- {\displaystyle (\neg \phi \vee \psi )\to (\phi \to \psi )}
- {\displaystyle \neg (\phi \to \psi )\to \neg (\neg \phi \vee \psi )}
- {\displaystyle \neg (\phi \vee \psi )\leftrightarrow \neg (\neg \phi \to \psi )}

Quantificação universal {\displaystyle \times } existencial:
- {\displaystyle (\forall x\ \phi (x))\to \neg (\exists x\ \neg \phi (x))}
- {\displaystyle (\exists x\ \phi (x))\to \neg (\forall x\ \neg \phi (x))}
- {\displaystyle (\exists x\ \neg \phi (x))\to \neg (\forall x\ \phi (x))}
- {\displaystyle (\forall x\ \neg \phi (x))\leftrightarrow \neg (\exists x\ \phi (x))}

Podemos ver, então, que uma afirmação do tipo "a ou b" é mais forte que "se a não for o caso, então b o é", enquanto elas são equivalentes na lógica clássica, e que, por outro lado, "não é o caso que a ou b" é equivalente a "nem a, nem b", assim como na lógica clássica.

## Semântica
A semântica da lógica intuicionista é mais complicada que a da lógica clássica, pois ela não trabalha apenas com função sobre os valores verdadeiro e falso. Uma teoria de modelos para a lógica intuicionista pode ser dada através de álgebras de Heyting ou, equivalentemente, pela semântica de Kripke.

### Semântica da álgebra de Heyting
Na lógica clássica, a fórmula deve possuir um valor de verdade, usualmente os valores são membros da álgebra booleana. Assim, nós temos o teorema que diz que a fórmula é uma tautologia na lógica clássica se para qualquer valoração de seus átomos, o valor final da fórmula for 1 (verdadeiro).
Na lógica intuicionista, não existem apenas dois valores possíveis para um átomo, e em geral o mesmo ocorre com fórmulas mais complexas. Uma das formas de dar conta disso é utilizando uma álgebra de Heyting, da qual a álgebra booleana é um caso especial.
Para a lógica intuicionista, pode-se usar uma álgebra de Heyting em que os elementos são os subconjuntos abertos da linha real {\displaystyle \mathbb {R} } para demonstrar fórmulas válidas.
Nesta álgebra, a conjunção é tratada como uma operação de interseção, a disjunção como uma operação de união e a implicação como o interior do conjunto resultante de uma operação do tipo: complemento do primeiro união com segundo {\displaystyle \,\phi \rightarrow \psi } é tratado como o interior de {\displaystyle v(\phi )^{c}\,\cup \,v(\psi )}). O absurdo é tratado como conjunto vazio, sendo assim, a negação de um elemento é o interior do complemento do conjunto de valoração deste elemento.
Tome como exemplo: {\displaystyle (\neg \phi \land \phi )\rightarrow \psi }; essa fórmula é válida, pois, independentemente do valor atribuído a {\displaystyle \,\phi } e a {\displaystyle \,\psi } teremos a linha inteira dos reais ({\displaystyle \,v} representa uma valoração):
{\displaystyle v((\neg \phi \land \phi )\rightarrow \psi )=}
{\displaystyle =int(v(\neg \phi \land \phi )^{c}\,\cup \,v(\psi ))}
{\displaystyle =int((v(\neg \phi )\,\cap \,v(\phi ))^{c}\,\cup \,v(\psi ))}
{\displaystyle =int((int(v(\phi )^{c})\,\cap \,v(\phi ))^{c}\,\cup \,v(\psi ))}
{\displaystyle =int(\varnothing ^{c}\,\cup \,v(\psi ))} - pois, graças a um teorema topológico, sabemos que o interior do complemento é um subconjunto do complemento.
{\displaystyle =int(\mathbb {R} \,\cup \,v(\psi ))} - pois, nessa situação, o complemento de vazio é todo o conjunto dos reais.
{\displaystyle =int(\mathbb {R} )} - pois um conjunto unido com algum subconjunto dele tem como resultado ele mesmo.
Então, {\displaystyle v((\neg \phi \land \phi )\rightarrow \psi )=\mathbb {R} } - pois o interior do conjunto dos reais tem como resultado o próprio conjunto dos reais.
Também é fácil ver que a lei do terceiro excluído ({\displaystyle \phi \lor \neg \phi }) é inválida, pois atribuindo a {\displaystyle \,\phi } o valor {\displaystyle \,\{x:x>13\}}, temos que o valor de {\displaystyle \neg \phi } é {\displaystyle \,\{x:x<13\}} e a união de ambos é {\displaystyle \,\{x:x\neq 13\}}.

### Semântica de Kripke
Feita com base em seu trabalho na semântica de lógicas modais, Saul Kripke criou outra semântica para a lógica intuicionista, conhecida como semântica de Kripke ou semântica relacional.
Ela se baseia na hipótese que também vem do intuicionismo de que o conhecimento não é destruído, apenas construído.
A aplicação dessa semântica na lógica intuicionista parece bastante com a aplicação da semântica de mundos na lógica modal.
Uma estrutura de Kripke K para a linguagem L consiste de um conjunto parcialmente ordenado de nós e uma função domínio D que recebe um nó e retorna o conjunto de átomos válidos naquele nó, de forma que se um {\displaystyle \,k'} for posterior a {\displaystyle \,k} então {\displaystyle D(k)\subseteq D(k')}. Considere também uma função f, associada a cada nó {\displaystyle \,k}, que recebe predicados 0-ários e retorna o valor de verdade do predicado, naquele nó - {\displaystyle \,f(P,k)=verdade}, no caso de o predicado ser verdadeiro naquele nó, e {\displaystyle \,f(P,k)=desconhecido}, no caso de o predicado não ser verdadeiro naquele nó - e uma função T no formato {\displaystyle \,T(Q,k)}, associada, também, a cada nó {\displaystyle \,k}, que recebe predicados (n+1)-ários Q, com {\displaystyle n\in \mathbb {N} }, tal que ela retorna o conjunto de (n+1)-tuplas de elementos do domínio {\displaystyle \,D(k)} se essa tupla pertencer a relação Q. A função f se propaga de forma que se {\displaystyle \,k'} for posterior a {\displaystyle \,k} então se {\displaystyle \,f(P,k)=verdade}, {\displaystyle \,f(P,k')=verdade} e a função T se propaga de forma que se {\displaystyle \,k'} for posterior a {\displaystyle \,k} então {\displaystyle \,T(Q,k)\subseteq T(Q,k')}.
As seguintes regras são definidas:
- {\displaystyle k\vDash P}, para o caso de {\displaystyle \,\alpha } ser um predicado 0-ário, sse {\displaystyle \,f(P,k)=verdade}.
- {\displaystyle k\vDash Q(a0,a1,a2,...an)}, para o caso de Q ser um predicado (n+1)-ário, sse {\displaystyle \,(a0,a1,a2,...,an)\in T(Q,k)}.
- {\displaystyle k\vDash (\mathrm {A} \land \mathrm {B} )}, se {\displaystyle k\vDash \mathrm {A} } e {\displaystyle k\vDash \mathrm {B} }.
- {\displaystyle k\vDash (\mathrm {A} \lor \mathrm {B} )}, se {\displaystyle k\vDash \mathrm {A} } ou {\displaystyle k\vDash \mathrm {B} }.
- {\displaystyle k\vDash (\mathrm {A} \rightarrow \mathrm {B} )}, para todo {\displaystyle \,k'} posterior a {\displaystyle \,k}, se {\displaystyle k'\vDash \mathrm {A} } então {\displaystyle k'\vDash \mathrm {B} }.
- {\displaystyle k\vDash (\neg \mathrm {A} )} se, para nenhum {\displaystyle \,k'} posterior a {\displaystyle \,k}, {\displaystyle k'\vDash \mathrm {A} }.
- {\displaystyle k\vDash (\forall x(\mathrm {A} (x)))} se, para todo {\displaystyle \,k'} posterior a {\displaystyle \,k} e todo {\displaystyle d\in D(k')}, {\displaystyle k'\vDash (A(d))} é o caso.
- {\displaystyle k\vDash (\exists x(\mathrm {A} (x)))} se existe algum {\displaystyle \,d} tal que {\displaystyle d\in D(k)} e {\displaystyle k\vDash \mathrm {A} (d)}.

Também vale ressaltar que:
- Não é possível {\displaystyle k\vDash (\mathrm {A} \land \neg \mathrm {A} )} para qualquer sentença {\displaystyle \,\mathrm {A} } e qualquer nó {\displaystyle \,k}.
- Se um nó {\displaystyle \,k'} é posterior a um nó {\displaystyle \,k} então se {\displaystyle k\vDash \mathrm {A} } então {\displaystyle k'\vDash \mathrm {A} } para qualquer sentença {\displaystyle \,\mathrm {A} }.
- Uma sentença {\displaystyle \,\mathrm {A} } só pode ser uma tautologia se, para todo {\displaystyle \,k} em todas as estruturas Kripke possíveis, {\displaystyle k\vDash \mathrm {A} }.

#### Exemplo
Veremos se {\displaystyle \vDash (\neg \phi \land \phi )\rightarrow \psi } é uma tautologia na lógica intuicionista.
Por definição, temos que em todos as estruturas K (1) {\displaystyle k\vDash (\neg \phi \land \phi )\rightarrow \psi } para todo {\displaystyle k\in K}. Pela definição de {\displaystyle \rightarrow } e (1), temos que (2) se {\displaystyle k'\vDash (\neg \phi \land \phi )} então (3) {\displaystyle k'\vDash \psi }, para todo {\displaystyle \,k'} posterior a {\displaystyle \,k}. De (2), por definição, temos que {\displaystyle k'\nvDash (\neg \phi \land \phi )} para qualquer {\displaystyle \,k'}. Logo, {\displaystyle \vDash (\neg \phi \land \phi )\rightarrow \psi } é uma tautologia na lógica intuicionista.

## Propriedade existencial
Na lógica intuicionista, uma fórmula do tipo {\displaystyle \exists x\,A(x)} só é demonstrável se for possível mostrar esse x. Outra coisa que deve-se notar é que, nessa lógica, fórmulas como {\displaystyle \alpha \land \beta } são tautologias apenas se {\displaystyle \,\alpha } e {\displaystyle \,\beta } forem tautologias, assim como {\displaystyle \alpha \lor \beta } apenas é tautologia se {\displaystyle \,\alpha } ou {\displaystyle \,\beta } for tautologia. Na lógica clássica é fácil de perceber que isso não se aplica utilizando a lei do terceiro excluído: {\displaystyle \alpha \lor \neg \alpha }, pois não é verdade, em geral, que {\displaystyle \,\alpha } seja uma tautologia, ou que {\displaystyle \neg \alpha } o seja. Essa propriedade é chamada de propriedade existencial/disjuntiva.

## Relação com outras lógicas
A lógica intuicionista é um tipo de lógica paracompleta, dual às lógicas paraconsistentes.